# Kanton Le Carbet
Kanton Le Carbet is een voormalig kanton van het Franse departement Martinique. Kanton Le Carbet maakte deel uit van het arrondissement Saint-Pierre en telde 5.584 inwoners (2007). Het kanton had een oppervlakte van 49,37 km² en een dichtheid van 113 inwoners per vierkante kilometer. Het werd zoals alle kantons van Martinique opgeheven op 1 januari 2016.

## Gemeenten
Het kanton Le Carbet omvatte de volgende gemeenten:
- Le Carbet (hoofdplaats)
- Le Morne-Vert